# جیانلوکا فرانسیوزی
جیانلوکا فرانسیوزی (انگلیسی: Gianluca Franciosi؛ زادهٔ ۱۰ ژانویهٔ ۱۹۹۱) بازیکن فوتبال است.
از باشگاه‌هایی که در آن بازی کرده‌است می‌توان به باشگاه فوتبال آتالانتا اشاره کرد.
وی همچنین در تیم ملی فوتبال زیر ۱۸ سال ایتالیا بازی کرده‌است.